# Palmagtitán
Palmagtitán är en ort i Mexiko.   Den ligger i kommunen Hueytamalco och delstaten Puebla, i den sydöstra delen av landet, 200 km öster om huvudstaden Mexico City. Palmagtitán ligger 468 meter över havet och antalet invånare är 209.
Terrängen runt Palmagtitán är kuperad söderut, men norrut är den platt. Terrängen runt Palmagtitán sluttar norrut. Runt Palmagtitán är det ganska tätbefolkat, med 248 invånare per kvadratkilometer. Närmaste större samhälle är Tlapacoyan, 14,5 km öster om Palmagtitán. I omgivningarna runt Palmagtitán växer huvudsakligen savannskog.